# Falibra Group
Falibra Group est une  entreprise guinéenne fondée en 2018 par Falilou Diallo, spécialisée dans les BTP et la biométrie. 

## Historique
Fondée par Falilou Diallo, étudiant de l'Université Barack Obama de Conakry entre 2013 à 2016, avant de se lancer dans l’entrepreneuriat. Le 4 mars 2018, il met en place Falibra Group qui se développe dans le secteur du BTP. Elle a participé à plusieurs projets d'infrastructures publics en république de Guinée. Dans le domaine de la construction, la réhabilitation d'infrastructures et la biométrie en fournissant des solutions digitales pour les cartes biométriques des commerçants,.

### Projets majeurs
- Construction des compagnies mobiles d’intervention et de sécurité (CMIS) de Mamou et Dabola[4]
- Réalisation de l'imprimerie du gouvernement guinéen[5].
- Réhabilitation du site du « Voile de la Mariée »[6]
- Réhabilitation du Centre Orthopédique de Donka[7]
- Construction du complexe scolaire ORS à Siguiri
- Construction du complexe AST à Kankan

## Reconnaissance
- 2025 : Prix émergence magazine pour son impact économique.